# Steiger Schwanentor

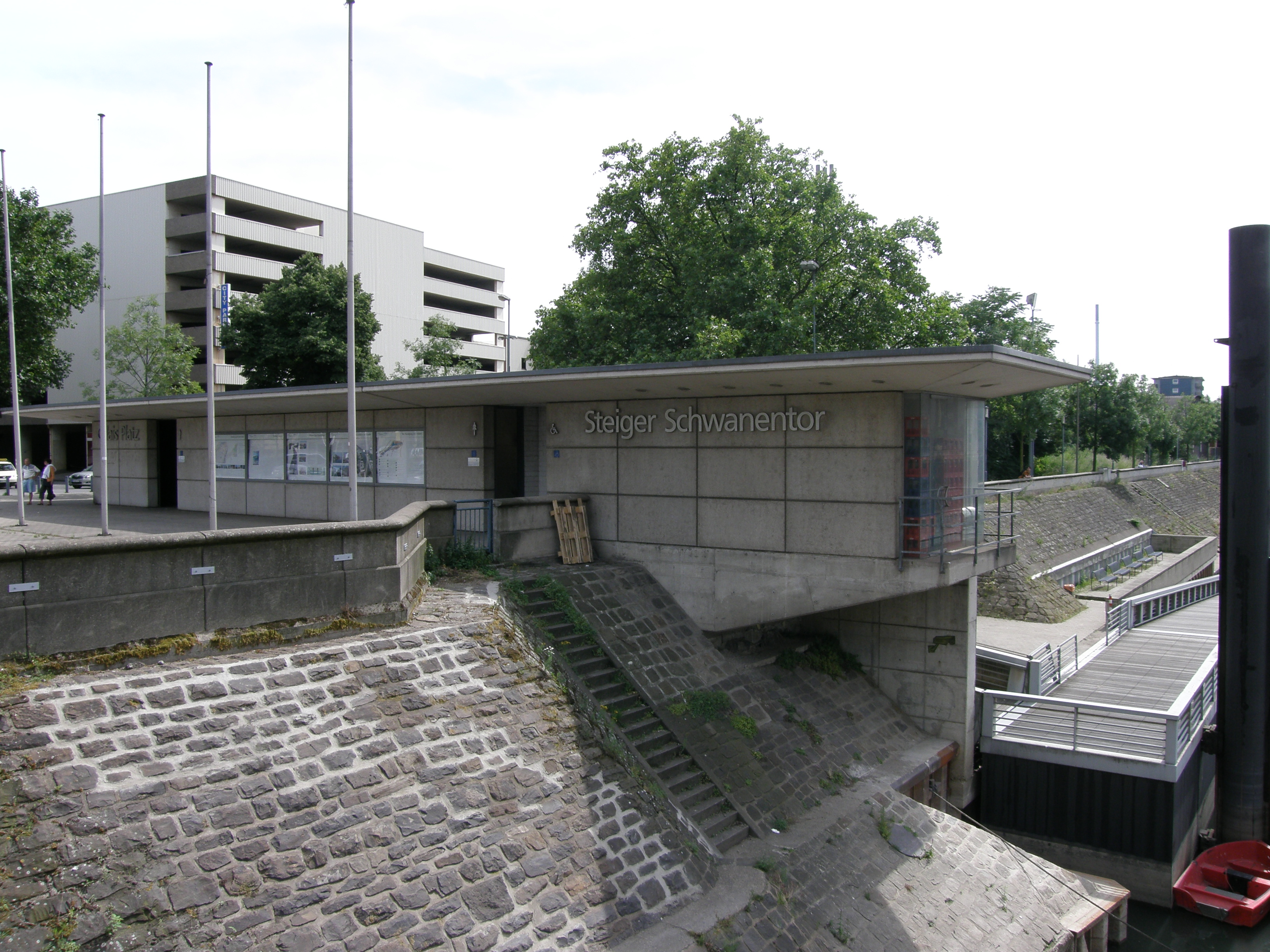
... und von der Schwanentorbrücke aus.

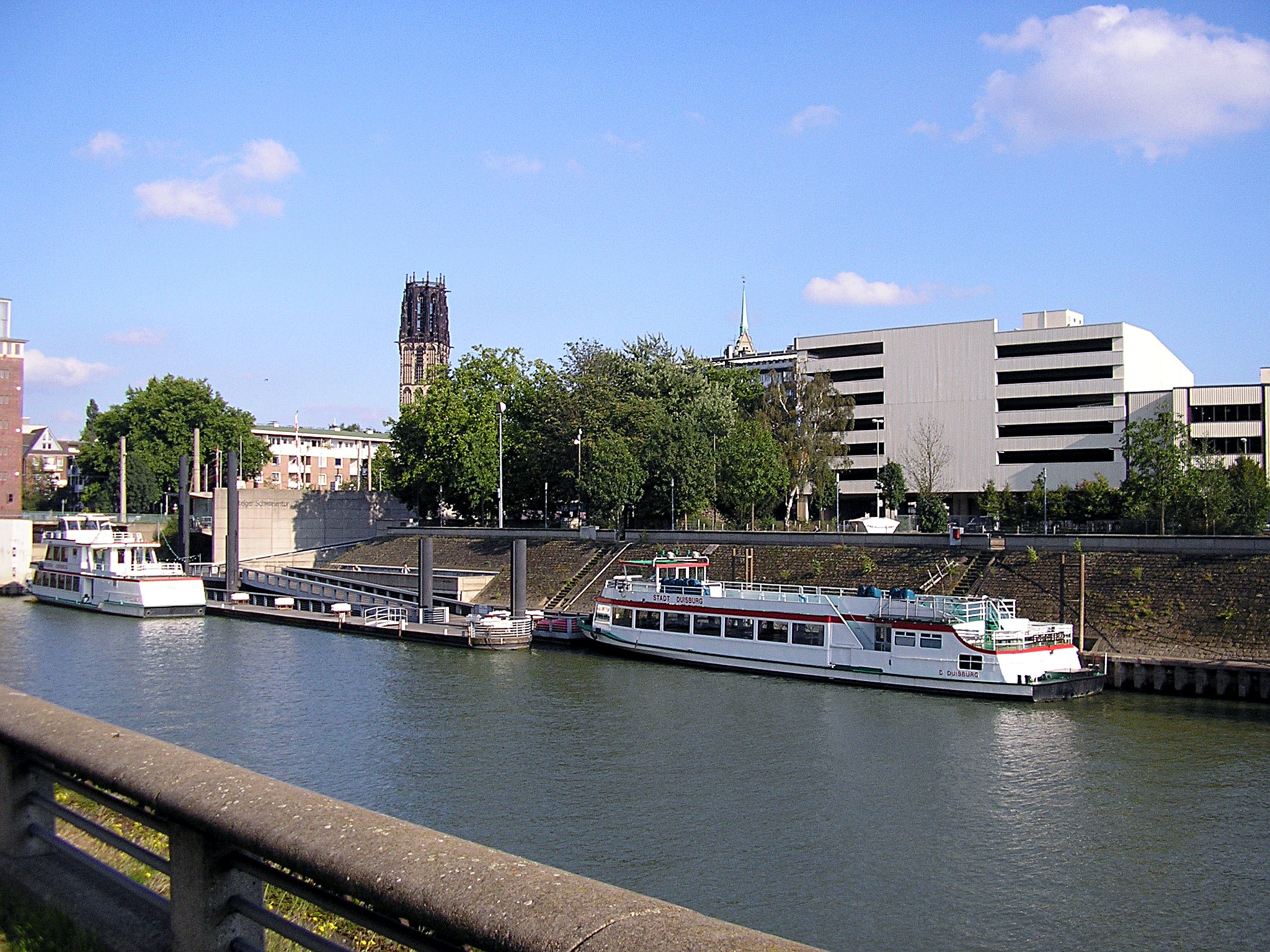
Der Steiger von der anderen Seite des Hafenbeckens

Der Steiger Schwanentor ist eine Anlegestelle für Rundfahrtschiffe im Duisburger Innenhafen.
Im Rahmen des Masterplans von Sir Norman Fosters and Partners wurde die traditionelle Anlegestelle 1994 nach den Plänen dieses Architekturbüros komplett neu gestaltet. Der Zugang zum Calais-Platz und zur Hafenpromenade wurde geöffnet, der Abgang zum Anleger mit Rampen und Pontons behindertengerecht gestaltet. Die Schiffe der Weißen Flotte Duisburg fahren von hier aus auf ein- oder zweistündigen Hafenrundfahrten oder Sonderfahrten. Der nächste Anlegepunkt ist der Steiger Schifferbörse. 
Die Umbauarbeiten wurden, um Arbeitsplätze im Werftbereich zu erhalten, bewusst an Duisburger Unternehmen vergeben. 180 Tonnen Stahl und 25 Kubikmeter Eichenholz wurden verbaut, zehn Kilometer Schweißnähte gezogen und 2000 Liter Farbe verbraucht.